# Никоново (Бабаевский район)
Никоново — деревня в Бабаевском районе Вологодской области.
Входит в состав Борисовского сельского поселения (с 1 января 2006 года по 13 апреля 2009 года входила в Новостаринское сельское поселение), с точки зрения административно-территориального деления — в Новостаринский сельсовет.
Расположена на левом берегу реки Верхняя Чужбойка. Расстояние до районного центра Бабаево по автодороге — 75 км, до центра муниципального образования села Борисово-Судское по прямой — 8 км. Ближайшие населённые пункты — Васютино, Ивановская, Костино, Назарово, Неверово, Новая, Федюнино.
По переписи 2002 года население — 14 человек.